# Tu quoque
Tu quoque (Latin for "også du") eller appel til hykleri er en uformel logisk fejlslutning , der har til hensigt at miskreditere gyldigheden af modstanderens logiske argument ved at gøre modstanderens fejl gældende som en konsekvent handling i overensstemmelse med dennes konklusion(er).
Tu quoque "argumenter" følger følgende mønster:
1. Person A påstår X.
2. Person B gør gældende, at As handlinger eller tidligere påstande er i strid med sandheden i forhold til påstand X.
3. Derfor er X falsk.

Et eksempel kunne være:
Peter: "Baseret på de argumenter, jeg har præsenteret, er det tydeligt, at det er moralsk forkert at benytte dyr til mad eller tøj."
Bill: "Men du er iført en læderjakke, og du har en roastbeef sandwich i hånden! Hvordan kan du sige, at anvendelse af dyr til mad og tøj er forkert?"
Det er en fejlslutning, fordi den moralske karakter eller modstanderens tidligere handlinger generelt er irrelevante i forhold til logikken i argumentet Det bliver ofte brugt som en afledningsmanøvre, og er et særligt tilfælde af en ad hominem fejlslutning, som tilhører kategorien af fejlslutninger, hvor en påstand eller et argument afvises på grund af fakta om den person, der præsenterer eller giver sin støtte til påstanden eller argument.